# Kultusministerium
Als Kultusministerium wird in Deutschland traditionell die oberste Verwaltungsbehörde eines deutschen Landes für den Bereich Schule und Bildung – sowie teilweise auch für die Hochschulen und kulturelle Angelegenheiten – bezeichnet. Der Wortstamm Kultus (von lat. cultus) steht dabei ursprünglich für religiöse Angelegenheiten, die vor der Trennung von Staat und Kirche unter staatlicher Aufsicht standen und meist mit dem Schulwesen in einem Ministerium zusammengefasst waren. 
Von den Aufgaben eines Kultusministeriums deutlich abzugrenzen ist ein Kulturministerium, das sich mit Kultur- und Medienpolitik befasst und dessen Aufgaben in der Bundesrepublik Deutschland auf Bundesebene von dem oder der Beauftragten für Kultur und Medien wahrgenommen wird.

## Geschichte
Als erstes Ministerium dieser Art in Deutschland wurde 1817 das Preußische Ministerium der geistlichen, Unterrichts- und Medizinalangelegenheiten gegründet. Auch in den anderen größeren Mitgliedsstaaten des Deutschen Bundes (Österreich, Bayern, Sachsen, Württemberg) gab es eigene Kultusministerien, während deren Aufgaben in den kleineren Staaten meist von Abteilungen des jeweiligen „Staatsministeriums“ wahrgenommen wurden.
In der Zeit des Nationalsozialismus wurden die Bereiche Bildung und Wissenschaft ab 1934 zentral durch das Reichsministerium für Wissenschaft, Erziehung und Volksbildung gelenkt, das in verkürzter Form oft als Reichserziehungsministerium (REM) bezeichnet wurde; der Begriff Reichskultusministerium war hingegen nicht üblich. 1949 erneuerte das Grundgesetz die Kulturhoheit der Länder und wies den Ländern somit auch wieder die Zuständigkeit in der Schul- und Hochschulpolitik zu.

## Überblick
Heute wird der Begriff Kultus entgegen seiner eigentlichen Bedeutung oft als Synonym für Bildung (vor allem Schulwesen, teilweise auch Universitätswesen) verwendet und verstanden. Offiziell wird der Begriff Kultusministerium aber nur noch in etwa einem Drittel aller Bundesländer verwendet (Ministerium für Kultus, Jugend und Sport Baden-Württemberg, Bayerisches Staatsministerium für Unterricht und Kultus, Hessisches Ministerium für Kultus, Bildung und Chancen, Niedersächsisches Kultusministerium und Sächsisches Staatsministerium für Kultus); in diesen Ländern gehören die Beziehungen des Landes zu den Kirchen und Religionsgemeinschaften auch weiterhin zum Ressort des Kultusministeriums und werden dort in entsprechenden Organisationseinheiten betreut. In den übrigen Ländern wird das für Bildung zuständige Ressort meist als Bildungsministerium bezeichnet. Oft sind die Aufgabenbereiche aufgrund ihres gewachsenen Umfanges auch auf mehrere Ministerien mit wechselnden Bezeichnungen aufgeteilt. Im öffentlichen Bewusstsein ist der Begriff Kultusministerium heute daher vor allem in Gestalt der Kultusministerkonferenz.
Auf Bundesebene existiert in Deutschland kein  Kultusministerium. Fragen der Bildungspolitik gehören dort zum Ressort des Bundesministeriums für Bildung und Forschung, das ursprünglich auf Fragen der wissenschaftlichen Forschung (in den Fünfziger Jahren zunächst im Bereich der Atomenergie) beschränkt war und dessen Zuständigkeiten 1969 auf bildungspolitische Themen erweitert wurden. Die Beziehungen des Bundes zu den Kirchen und Religionsgemeinschaften sind demgegenüber im Bundesministerium des Innern, für Bau und Heimat bearbeitet.

## Situation in anderen Ländern

### Österreich
In Österreich sind die Kultusangelegenheiten anders als in Deutschland traditionell Gesamtstaats- bzw. Bundesaufgabe und wurden seit 1848 durch das K.k. Ministerium für Cultus und Unterricht wahrgenommen. Der Begriff Kultus wurde ab 1918 im republikanischen Österreich nicht mehr im Ministeriumsnamen geführt. Die Agenden für Kultusangelegenheiten liegen durch eine Gesetzesänderung seit 2014 im Bundeskanzleramt. Die sachliche Leitung hat aktuell Bundesministerin Susanne Raab inne.  Zeitweise existierten in der Vergangenheit eigene Ministerien für Wissenschaft und Kunstangelegenheiten, und auch das Portefeuille der Sportpolitik geht seit Franz Vranitzky eigene Wege und befand sich zwischenzeitlich beim Verteidigungsministerium.

### Schweiz
In der Schweiz ist das Bildungswesen wie in Deutschland im Wesentlichen auf der Ebene der Kantone, angesiedelt; der Begriff Kultusministerium ist jedoch unbekannt. Den deutschen Kultusministerien entsprechen Behörden, die je nach Kanton Bildungsdirektion, Bildungsdepartement, Erziehungsdirektion oder Erziehungsdepartement heißen (Direktion und Departement sind in der Schweiz die Bezeichnungen für „Ministerium“).
Zur Koordination auf Bundesebene besteht zum einen die Schweizerische Konferenz der kantonalen Erziehungsdirektoren (EDK) sowie zum anderen das Staatssekretariat für Bildung, Forschung und Innovation (SBFI) im Geschäftsbereich des Eidgenössischen Departements für Wirtschaft, Bildung und Forschung.

### Dänemark
Dänemark gründete 1848 das Ministeriet for Kirke- og Undervisningsvæsenet (Ministerium für Kirchen- und Unterrichtswesen), das auch Kultusministeriet genannt wurde. 1916 wurde dessen beide Departments (Ressorts) als eigenständige Ministerien – Kirkeministeriet und Undervisningsministeriet (seit 2015 Ministeriet for Børn, Undervisning og Ligestilling) – aufgeteilt und damit das Kultusministeriet abgeschafft.